# Стогний, Анатолий Александрович
Анатолий Александрович Стогний (укр. Анатолій Олександрович Стогній; 1 июня 1932 — 2 февраля 2007) — советский и украинский учёный, автор научных трудов по математическому обеспечению ЭВМ, автоматизированной обработке данных. Лауреат Государственной премии СССР 1968 года в составе коллектива разработчиков ЭВМ МИР-1.

## Биография
Доктор физико-математических наук, профессор, директор Института прикладной информатики (г. Киев).
Член-корреспондент Академии наук УССР (с 1976 года), АН СССР (с 1984 года), Российской академии наук (с 1991 года). Почётный член Малой Академии наук Крыма.
Член Экспертного Совета Всеукраинского конкурса инновационных технологий «Идеи — в жизнь!», президент Фонда Глушкова.
В соавторстве с Игорем Росоховатским им написаны научно-популярные книги «КД — кибернетический двойник» (1975) и «Двойник конструктора Васильченко» (1979), в которых в занимательной форме рассказано о возможностях использования кибернетического двойника человека, о достижениях кибернетики, биологии и психологии, а также научно-фантастический рассказ «Авария «Серебряной стрелы» (1969).
Умер 2 февраля 2007 года. Похоронен в Киеве на Байковом кладбище (участок № 33).